# قائمة الرخويات غير البحرية في السودان وجنوب السودان

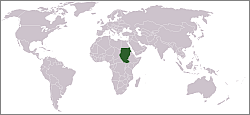
موقع السودان وجنوب السودان

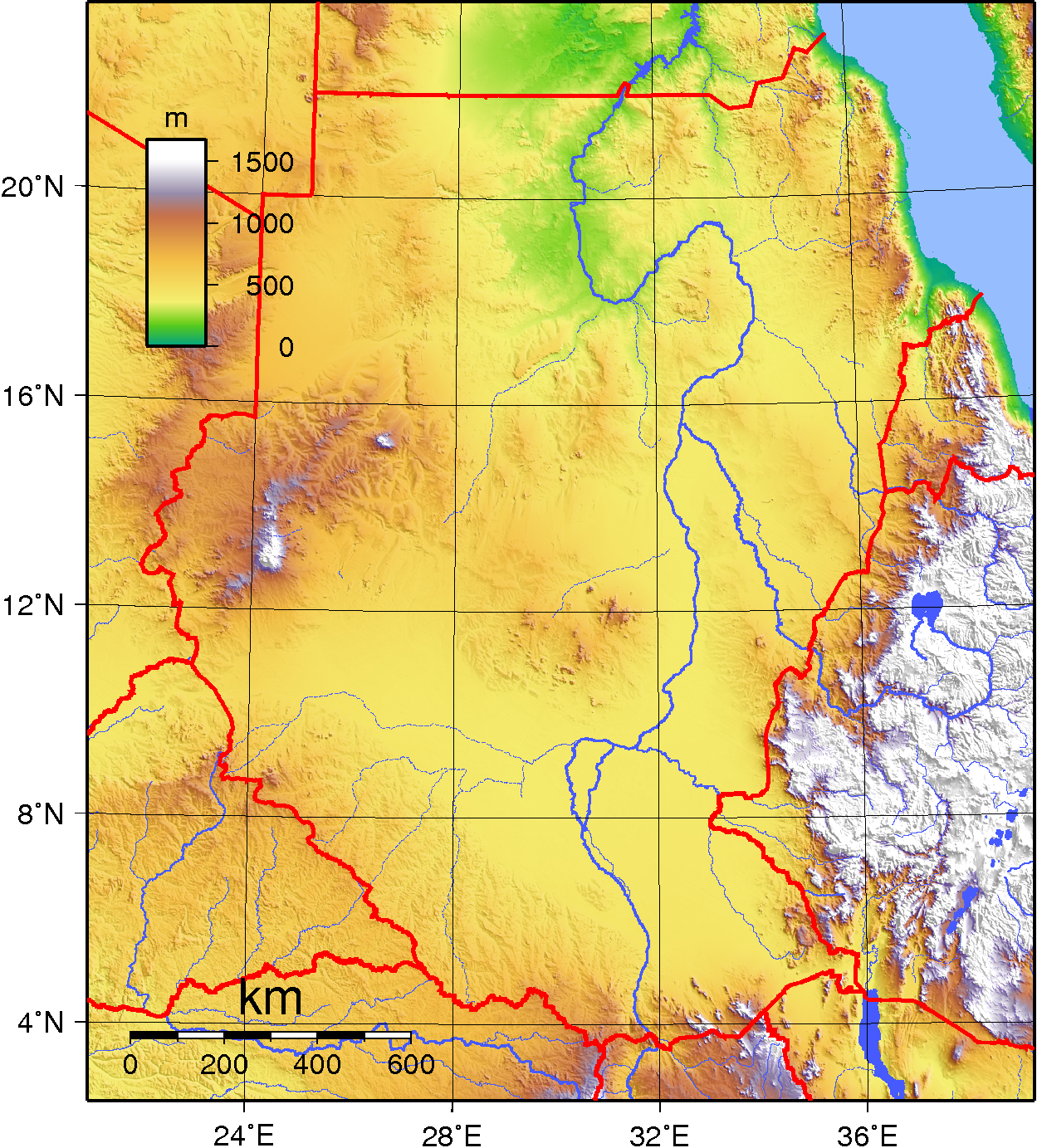
تضاريس السودان وجنوب السودان

الرخويات غير البحرية في السودان وجنوب السودان هي جزء من حيوانات الرخويات في السودان. عُثر على عدد من أنواع الرخويات غير البحرية في البرية في السودان.

## بطنيات المياه العذبة
بطنيات المياه العذبة في السودان تشمل ما يلي:
- Lanistes carinatus (Olivier ، 1804) [1] [2]
- ماريسا كورنواريتيس (لينيوس، 1758) [2]

Paludomidae
- كليوباترا بوليمويديس (أوليفر، 1804) [1] [2]

سديفيات
- Melanoides tuberculata (مولر، 1774) [1] [2]

مقوقعات مستوية
- Biomphalaria pfeifferi (كراوس، 1848) [1] [2]
- بولينوس فورسكالي (إهرنبرغ، 1831) [2]
- Bulinus truncatus (أودوين، 1827) [1] [2]

- Radix natalensis (كراوس، 1848) [1] [3] [2]